# Суховенко Олександр Геннадійович
Олекса́ндр Генна́дійович Сухове́нко (1987—2024) — український військовослужбовець, учасник російсько-української війни, що відзначився у ході російського вторгнення в Україну. Герой України (посмертно, 2025).

## Життєпис
Народився 1987 року. Мешкав у с. Малокатеринівка Запорізького району Запорізької області.
З 2014 року добровільно став на захист країни під час АТО/ООС на сході країни. 
З першого дня російського вторгнення в Україну повернувся до лав ЗСУ. 
Загинув 14 серпня 2024 року від кульового поранення в Донецькій області.

## Нагороди
- Звання Герой України з удостоєнням ордена «Золота Зірка» (20 січня 2025, посмертно) — за особисту мужність і героїзм, виявлені у захисті державного суверенітету та територіальної цілісності України, самовіддане служіння Українському народові[3].